# Upplands runinskrifter 763

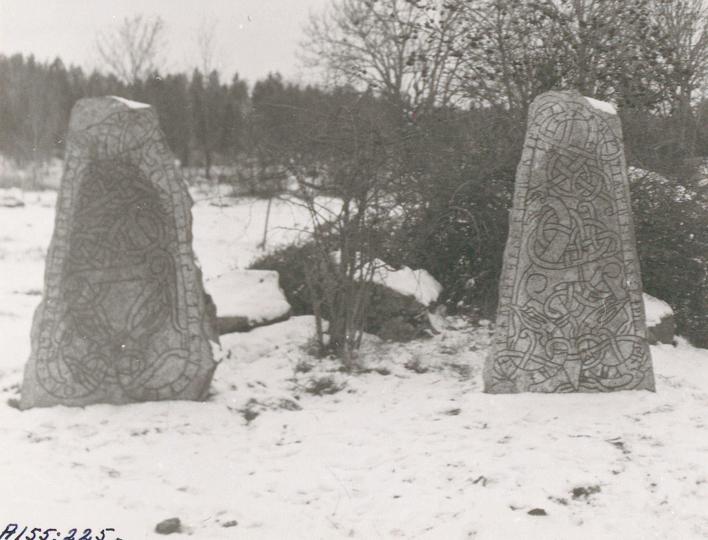
Ristningarna på U 764 och U 763 utgör varandras spegelbilder.

Upplands runinskrifter 763 är en vikingatida runsten av granit i Klista, Vårfrukyrka socken och Enköpings kommun. Det är en parsten till U 764 som står precis bredvid. U 763 är 1,82 meter hög och 0,91 meter bred. Runhöjden är 5-6 centimeter.

## Inskriften
Translitterering av runraden:
bruni : ak : hulm:stin : litu : risa : istin : þinsa : uftiʀ : kun:birn : faþu(r) : sin : kuþan
Normalisering till runsvenska:
Bruni ok Holmstæinn letu ræisa stæin þennsa æftiʀ Gunnbiorn, faður sinn goðan.
Översättning till nusvenska:
Brune och Holmsten läto resa stenen efter Gunnbjörn, sin gode fader.